# Pietro Nardini

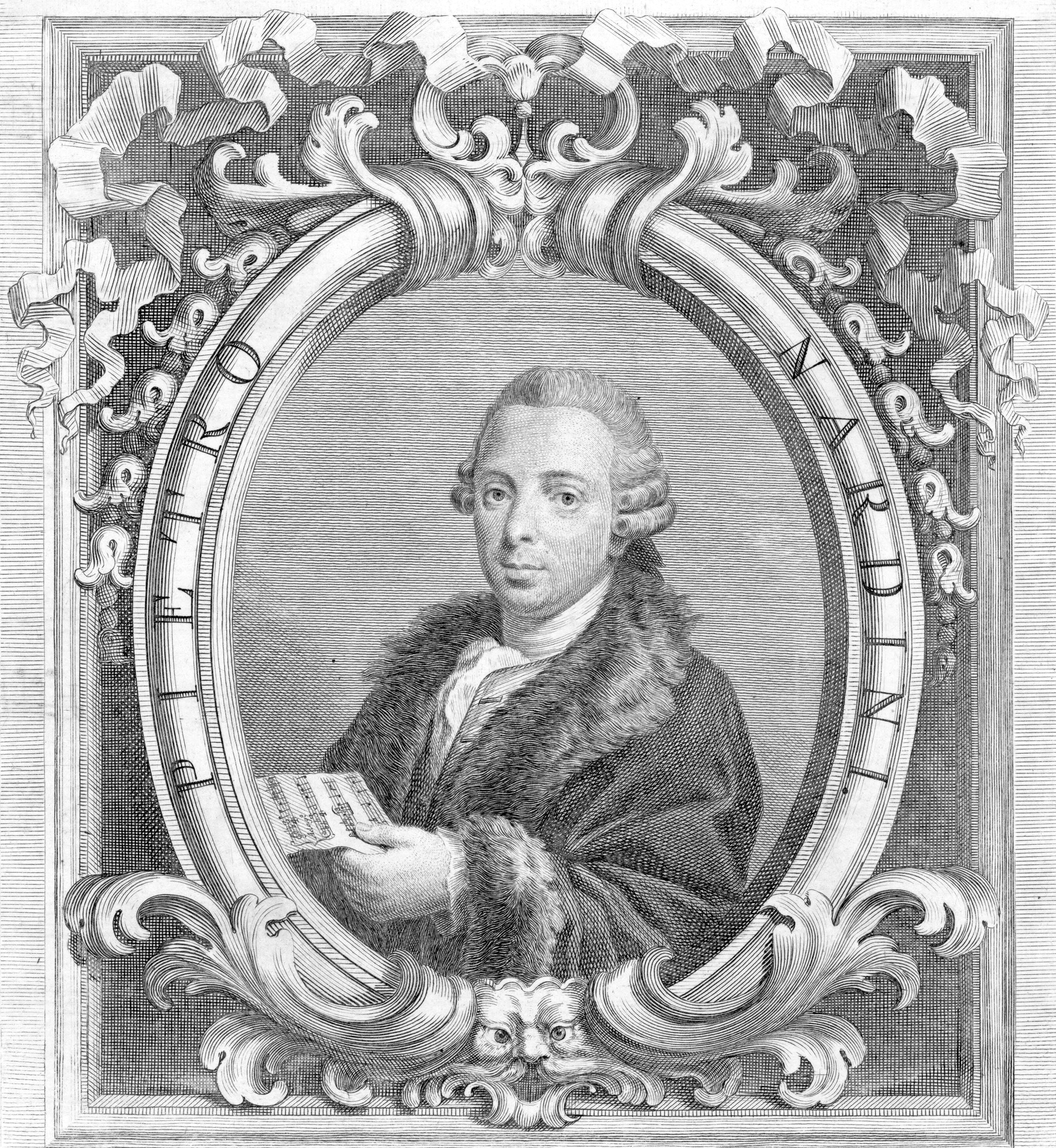
Pietro Nardini

Pietro Antonio Pasquale Nardini (* 12. April 1722 in Livorno; † 7. Mai 1793 in Florenz) war ein italienischer Komponist und Violinist der Vorklassik.

## Leben
Er war der bekannteste Schüler von Giuseppe Tartini, der Nardini ab dessen zwölftem Lebensjahr unterrichtete. Aussagen über erste Auftritte des Vierzehnjährigen sind von 1736 bekannt. In den Jahren 1760 und 1765 folgte er Einladungen an den Wiener Hof, um anlässlich der beiden Hochzeiten des Thronfolgers und späteren Kaisers Joseph II. zu musizieren. Ab 1762 war Nardini Kammermusiker am Hof in Stuttgart und war von 1763 bis 1765 Konzertmeister der Hofkapelle, die unter der Leitung von Niccolò Jommelli stand. Nach 1765 führten ihn mehrere Reisen an den Braunschweiger Hof. 1769 wurde er Konzertmeister unter Kapellmeister Carlo Antonio Campioni und 1770 Musikdirektor am Hofe des Großherzogs Leopold der Toscana in Florenz, wo er bis zu seinem Tode wirkte. Zu seinen bedeutendsten Schülern gehörten Bartolomeo Campagnoli und Thomas Linley junior.
In den Jahren 1770 und 1771 erlebte er die Auftritte Wolfgang Amadeus Mozarts auf dessen erster Italienreise und seinen Versuch, eine dauerhafte Anstellung zu finden. 1770 begegnete Campioni in Florenz dem 14-jährigen Wolfgang Amadeus Mozart, der mit Carlo Antonio Campioni und ihm musizierte. 
Nardinis Werk ist der Vorklassik zuzurechnen, in den meisten Werken ist der Einfluss Tartinis spürbar. Über Nardinis Verzierungskunst kann die Nachwelt sich ein Bild in den durch Jean-Baptiste Cartier in seinem 1793 „L'Art du Violon“ veröffentlichten Nardini-Sonaten mit den "Adagios brodés" (verzierte Adagios) machen.

## Aussagen von Zeitgenossen
Leopold Mozart hörte Nardini 1763 in Schloss Ludwigsburg, er schrieb seinem Hausherrn und Gönner Lorenz Hagenauer voll Bewunderung; „Sagen sie dem H: Wenzl daß ich gewissen Nardini gehört habe, und daß, in der Schönheit, reinigkeit, gleichheit des Tones und im Singbaren Geschmacke nichts schöneres kann gehöret werden“. Charles Burney notierte 1770 in Florenz; „Diesen Nachmittag hatte ich das Vergnügen, den Herren Nardini zu hören, er scheint mir der beste Violinspieler in ganz Italien zu sein“. Der Dichter und Musikschriftsteller Friedrich Daniel Schubart schrieb „…die Zärtlichkeit seines Vortrags läßt sich unmöglich beschreiben: jedes Comma scheint eine Liebeserklärung zu seyn. Man hat eiskalte Fürsten und Hofdamen weinen gesehen, wenn er ein Adagio spielte“.

## Werke (Auswahl)
- 6 Concerti per violino solo e orchestra op. 1 (Amsterdam 1765)
- 6 Soli per violino e basso continuo op. 5 (London um 1760)
- 6 Soli per violino e basso continuo op. 2 (Amsterdam um 1770)
- 7 Sonate per violino „avec les Adagios brodés“ (veröffentlicht, Paris 1798)
- Sonate énigmatique (veröffentlicht, Paris 1803)
- 6 Concerti per violino solo e orchestra (als Manuskript erhalten)
- 14 Menuetti per due violini e basso continuo (London um 1750)
- 6 Duetti per due viole (London um 1775)
- 6 Streichquartette (Florenz um 1782)
- 8 Triosonaten
- Romanza per due violini